# 2008-as Edmonton Indy
A 2008-as Rexall Edmonton Indy a tizenharmadik verseny volt a 2008-as IndyCar Series szezonban. A versenyt 2008. július 26-án rendezték meg a Kanadai Alberta-ban található Edmonton repterén kialakított pályán. A versenyt Scott Dixon nyerte Hélio Castroneves és Justin Wilson előtt. Ez volt a negyedik futam ezen a pályán, egyben az első versenye az IndyCar-nak ezen a pályán és kanadában.

## Rajtfelállás
| Rajtsor | Belső ív | Belső ív         | Külső ív | Külső ív          |
| ------- | -------- | ---------------- | -------- | ----------------- |
| 1       | 6        | Ryan Briscoe     | 3        | Hélio Castroneves |
| 2       | 5        | Oriol Servià     | 9        | Scott Dixon       |
| 3       | 8        | Will Power       | 02       | Justin Wilson     |
| 4       | 18       | Bruno Junqueira  | 06       | Graham Rahal      |
| 5       | 10       | Dan Wheldon      | 19       | Mario Moraes      |
| 6       | 36       | Enrique Bernoldi | 11       | Tony Kanaan       |
| 7       | 26       | Marco Andretti   | 17       | Ryan Hunter-Reay  |
| 8       | 7        | Danica Patrick   | 22       | Paul Tracy        |
| 9       | 4        | Vitor Meira      | 2        | A. J. Foyt IV     |
| 10      | 14       | Darren Manning   | 96       | Mario Domínguez   |
| 11      | 33       | E.J. Viso        | 27       | Hideki Mutoh      |
| 12      | 15       | Buddy Rice       | 20       | Ed Carpenter      |
| 13      | 23       | Townsend Bell    | 25       | Marty Roth        |
| 14      | 34       | Jaime Camara (R) |          |                   |

## Futam
| Pozíció | #  | Versenyző            | Csapat                     | Futott kör | Idő/Kiesés oka | Rajthely | Pont |
| ------- | -- | -------------------- | -------------------------- | ---------- | -------------- | -------- | ---- |
| 1.      | 9  | Scott Dixon          | Target Chip Ganassi Racing | 91         | 1:51:05.704    | 4        | 50   |
| 2.      | 3  | Hélio Castroneves    | Team Penske                | 91         | +5.9           | 2        | 43   |
| 3.      | 02 | Justin Wilson        | Newman/Haas/Lanigan Racing | 91         | +13.4          | 6        | 35   |
| 4.      | 22 | Paul Tracy           | Vision Racing              | 91         | +28.1          | 15       | 32   |
| 5.      | 5  | Oriol Servià         | KV Racing Technology       | 91         | +28.7          | 3        | 30   |
| 6.      | 6  | Ryan Briscoe         | Team Penske                | 91         | +36.9          | 1        | 28   |
| 7.      | 10 | Dan Wheldon          | Target Chip Ganassi Racing | 91         | +41.8          | 9        | 26   |
| 8.      | 26 | Marco Andretti       | Andretti Green Racing      | 91         | +42.1          | 13       | 24   |
| 9.      | 11 | Tony Kanaan          | Andretti Green Racing      | 91         | +43.1          | 27       | 22   |
| 10.     | 14 | Darren Manning       | A. J. Foyt Enterprises     | 91         | +43.3          | 18       | 20   |
| 11.     | 15 | Buddy Rice           | Dreyer & Reinbold Racing   | 91         | +48.4          | 22       | 19   |
| 12.     | 2  | A. J. Foyt IV        | Vision Racing              | 91         | +50.1          | 17       | 18   |
| 13.     | 20 | Ed Carpenter         | Vision Racing              | 91         | +57.6          | 23       | 17   |
| 14.     | 18 | Bruno Junqueira      | Dale Coyne Racing          | 91         | +61.1          | 7        | 16   |
| 15.     | 33 | E. J. Viso (R)       | HVM Racing                 | 90         | +1 Kör         | 20       | 15   |
| 16.     | 36 | Enrique Bernoldi (R) | Conquest Racing            | 90         | +1 Kör         | 11       | 14   |
| 17.     | 26 | Marco Andretti       | Andretti Green Racing      | 90         | +1 Kör         | 12       | 13   |
| 18.     | 7  | Danica Patrick       | Andretti Green Racing      | 88         | +3 Kör         | 14       | 12   |
| 19.     | 4  | Vitor Meira          | Panther Racing             | 85         | +6 Kör         | 16       | 12   |
| 20.     | 19 | Mario Moraes (R)     | Dale Coyne Racing          | 85         | +6 Kör         | 10       | 12   |
| 21.     | 25 | Marty Roth           | Roth Racing                | 84         | +7 Kör         | 25       | 12   |
| 22.     | 8  | Will Power           | KV Racing Technology       | 72         | +19 Kör        | 5        | 12   |
| 23.     | 34 | Jaime Camara (R)     | Conquest Racing            | 68         | Műszaki hiba   | 26       | 12   |
| 24.     | 96 | Mario Dominguez      | Pacific Coast Motorsports  | 51         | Kicsúszás      | 19       | 12   |
| 25.     | 23 | Townsend Bell        | Dreyer & Reinbold Racing   | 48         | Vezetői hiba   | 24       | 10   |
| 26.     | 06 | Graham Rahal         | Newman/Haas/Lanigan Racing | 44         | Vezetői hiba   | 8        | 10   |
| 27.     | 27 | Hideki Mutoh         | Andretti Green Racing      | 27         | Vezetői hiba   | 21       | 10   |

## Sárga zászlós szakaszok
| Körök | Sárgazászlózzás oka               |
| ----- | --------------------------------- |
| 19-23 | Meira (4) megpördülés             |
| 29-32 | Mutoh (27) Vezetői hiba           |
| 49-54 | Bell (23) Vezetői hiba            |
| 61-64 | Rahal (06)/Viso (33) Vezetői hiba |